# 江南駅 (島根県)
江南駅（こうなんえき）は、島根県出雲市湖陵町三部にある、西日本旅客鉄道（JR西日本）山陰本線の駅である。

## 歴史

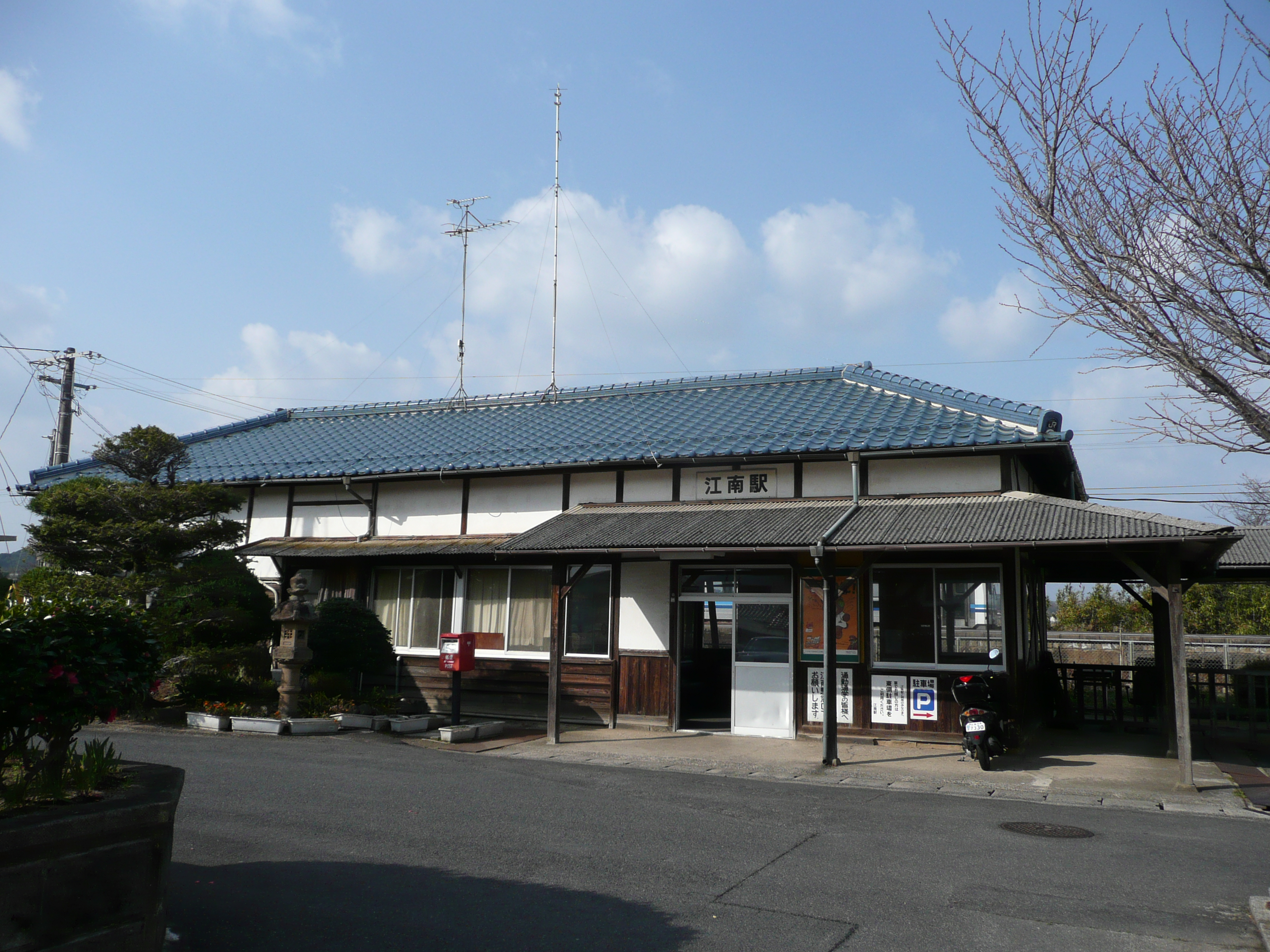
旧駅舎（2010年12月）

- 1913年（大正2年）11月21日：鉄道院山陰本線出雲今市駅（現・出雲市駅） - 小田駅間延伸時に開設[1]。客貨取扱開始[1]。
- 1962年（昭和37年）10月1日：貨物取扱廃止[1]。
- 1977年（昭和52年）6月20日：業務委託駅化[2]。
- 1985年（昭和60年）3月14日：荷物扱い廃止[1]、簡易委託駅化[3]。
- 1987年（昭和62年）4月1日：国鉄分割民営化に伴い、西日本旅客鉄道（JR西日本）の駅となる[1]。
- 2019年（平成31年）
  - 3月29日：簡易委託解除。
  - 3月30日：終日無人駅化。
- 2021年（令和3年）11月：駅舎解体。
- 2023年（令和5年）2月：新駅舎完成式開催。

## 駅構造

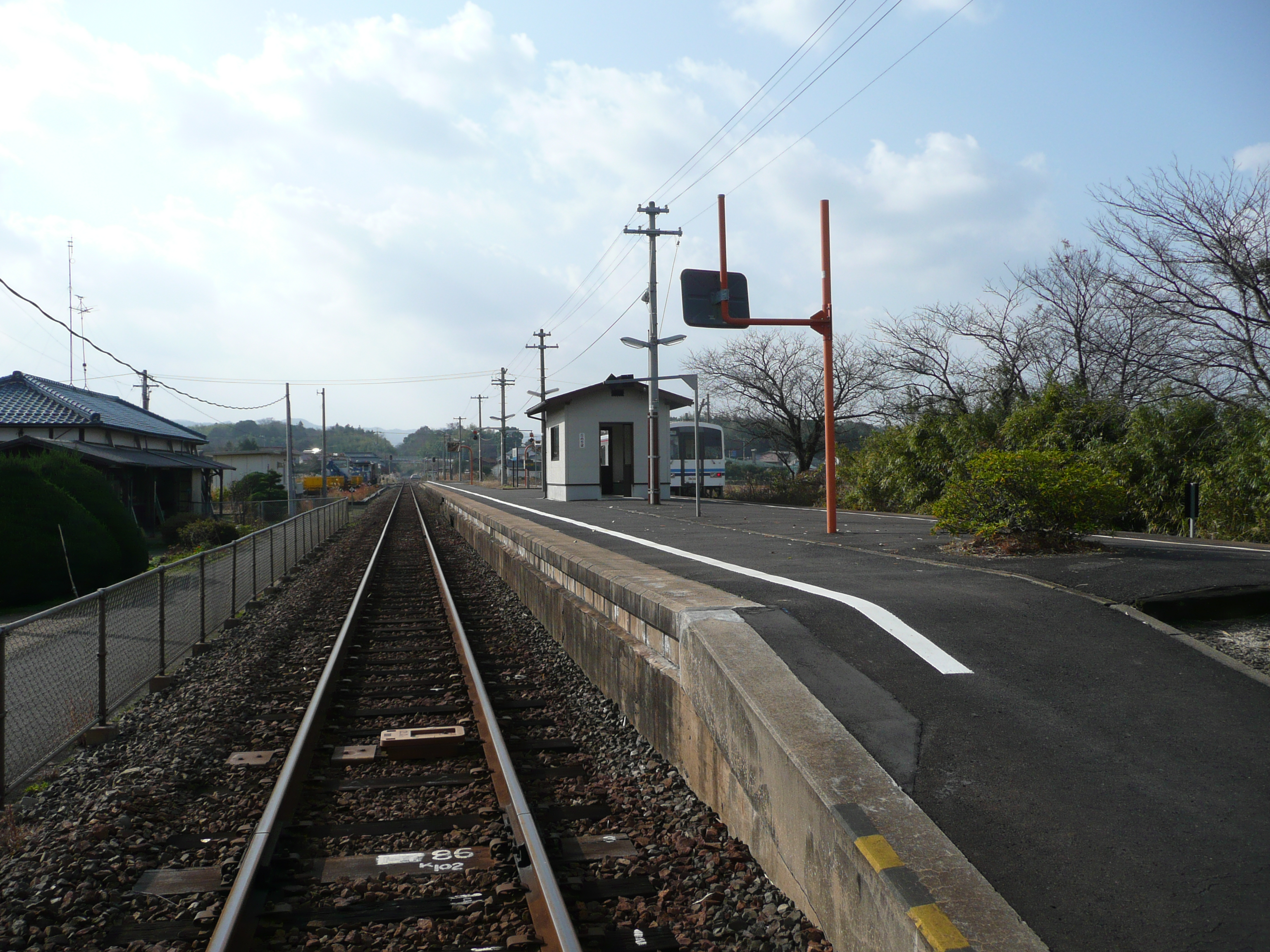
ホーム（2010年12月）

島式ホーム1面2線を有する列車交換可能な地上駅。駅舎側1番のりばを上下本線、反対側2番のりばを上下副本線とした1線スルー構造となっており、さらに駅前後の線形が良いため通過列車は高速で通過する。通路はホーム東端から下り線の構内踏切（遮断機有）を渡り、西寄りの駅舎へと至る。
松江駅管理の無人駅。以前は平日のみ営業となる簡易委託駅であった。

### のりば
| のりば | 路線     | 方向 | 行先             |
| ------ | -------- | ---- | ---------------- |
| 1・2   | 山陰本線 | 上り | 出雲市・松江方面 |
| 1・2   | 山陰本線 | 下り | 大田市・江津方面 |

付記事項
- 通過列車は上下線共に1番のりばを通過する。
- 行違いを行わない停車列車は、本線（1番のりば）側に構内踏切がある関係で上下線共2番のりばに停車する。
- 反対方向からの通過列車と行違いを行う停車列車は、上下線共2番のりばに停車する。
- 停車列車同士の行違いの場合は、大田市方面行（下り）が1番のりば、出雲市方面行（上り）が2番のりばに入る。
- なお、列車運転指令上の番線番号は、2番のりばの方が「1番線」となっており、旅客案内上ののりば番号とは逆となっている。

## 利用状況
2022年度の1日平均乗車人員は65人である。2004年度は95人、1994年度は125人、1984年度は141人だった。
近年の1日平均乗車人員の推移は以下の通り。
| 乗車人員推移 | 乗車人員推移 |
| 年度         | 1日平均人数  |
| ------------ | ------------ |
| 1999         | 125          |
| 2000         | 113          |
| 2001         | 108          |
| 2002         | 87           |
| 2003         | 99           |
| 2004         | 95           |
| 2005         | 104          |
| 2006         | 102          |
| 2007         | 112          |
| 2008         | 110          |
| 2009         | 102          |
| 2010         | 89           |
| 2011         | 91           |
| 2012         | 86           |
| 2013         | 88           |
| 2014         | 93           |
| 2015         | 93           |
| 2016         | 86           |
| 2017         | 91           |
| 2018         | 97           |
| 2019         | 93           |
| 2020         | 83           |
| 2021         | 71           |
| 2022         | 65           |

## 駅周辺

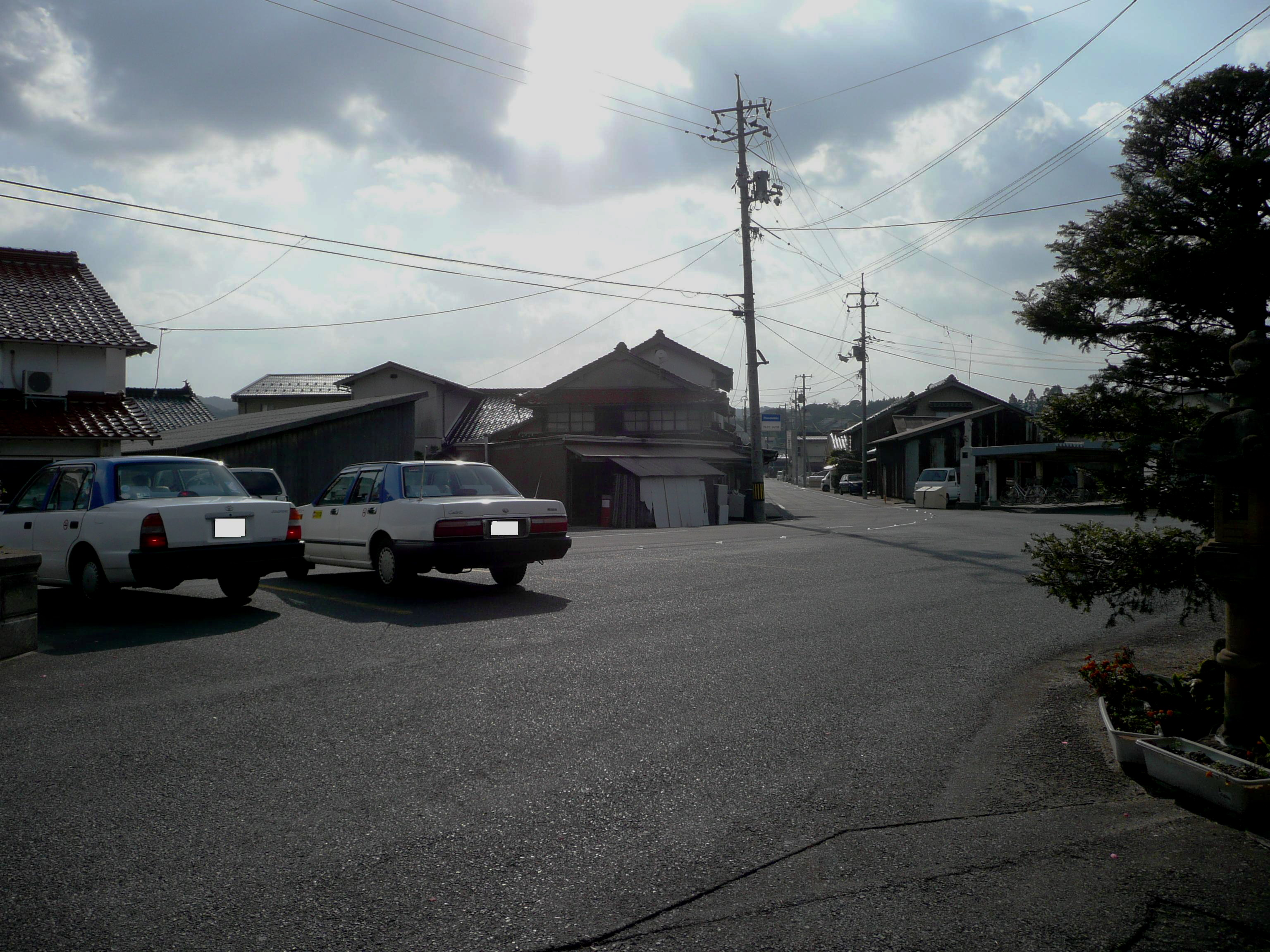
駅前（2010年12月）

- 神西郵便局
- 神西湖
- 山陰合同銀行江南出張所
- 出雲市シルバー人材センター河南支部
- 島根県道39号湖陵掛合線
- 島根県道277号多伎江南出雲線

## 隣の駅
西日本旅客鉄道（JR西日本）
 山陰本線
出雲神西駅 - 江南駅 - 小田駅

#### 統計資料
1. ↑  “島根県統計書”. しまね統計情報データベース.   島根県政策企画局. 2025年2月4日閲覧。